# Sośnie (gemeente)
De gemeente Sośnie is een landgemeente in het Poolse woiwodschap Groot-Polen, in powiat Ostrowski (Groot-Polen).
De zetel van de gemeente is in Sośnie.
Op 30 juni 2004 telde de gemeente 6575 inwoners.

## Oppervlakte gegevens
In 2002 bedroeg de totale oppervlakte van gemeente Sośnie 187,46 km², waarvan:
- agrarisch gebied: 40%
- bossen: 52%

De gemeente beslaat 16,15% van de totale oppervlakte van de powiat.

## Demografie
Stand op 30 juni 2004:
| Omschrijving                   | Totaal | Totaal | Vrouwen | Vrouwen | Mannen | Mannen |
| ------------------------------ | ------ | ------ | ------- | ------- | ------ | ------ |
| eenheid                        | aantal | %      | aantal  | %       | aantal | %      |
| inwoners                       | 6575   | 100    | 3256    | 49,5    | 3319   | 50,5   |
| bevolkingsdichtheid (inw./km²) | 35,1   | 35,1   | 17,4    | 17,4    | 17,7   | 17,7   |

In 2002 bedroeg het gemiddelde inkomen per inwoner 1527,22 zł.

## Administratieve plaatsen (sołectwo)
Bogdaj, Chojnik, Cieszyn, Dobrzec, Granowiec, Janisławice, Kałkowskie, Kąty Śląskie, Kocina, Konradów, Kuźnica Kącka, Mariak, Młynik, Możdżanów, Pawłów, Szklarka Śląska, Sośnie.

## Overige plaatsen
Bronisławka, Czesławice, Grabie, Jarnostów, Jerzówka, Kopalina, Krzyżne, Lipskie, Łachów, Moja Wola, Piła, Przydziałki, Smugi, Sobki, Starża, Surmin, Wielbin, Wrzesina, Żabnik.

## Aangrenzende gemeenten
Kobyla Góra, Krośnice, Międzybórz, Milicz, Odolanów, Ostrzeszów, Przygodzice, Twardogóra